# Acetylenek srebra
Acetylenek srebra – metaloorganiczny związek chemiczny z grupy acetylenków. Występuje w formie białego proszku. Na powietrzu samoistnie eksploduje po podgrzaniu do 120–140 °C (dla acetylenku srebra wytrącanego z roztworów obojętnych wyznaczono 225 °C, wartość ta dotyczy jednak najprawdopodobniej jednego z jego kompleksów z azotanem srebra). W postaci czystej jest bardzo niebezpieczny, rozkłada się wybuchowo pod wpływem światła, dlatego często występuje jako mniej niebezpieczna mieszanina acetylenku srebra i azotanu srebra. Otrzymywany w reakcji działania acetylenu na wodny roztwór soli srebra(I), np. azotanu srebra:
2Ag+ + C2H2 → 2H+ + Ag2C2↓
Wyjątkowo wrażliwy na bodźce zewnętrzne, suchy potrafi eksplodować nawet w wyniku wstrząśnięcia czy ugniecenia, z tego powodu nie jest stosowany jako materiał inicjujący lub detonator.